# R̥̄́
R̥̄́ (minuscule : r̥̄́), appelé R macron accent aigu rond souscrit, est une lettre latine utilisée dans la transcription du sanskrit védique.
Il s’agit de la lettre R diacritée d’un macron et d’un accent aigu et d’un rond souscrit.

## Utilisation
Dans la romanisation du sanskrit védique, ‹ r̥̄́ › représente une r̥̄ élevée (accentuation védique). Dans la romanisation ISO 15919, l’accent aigu représente l’accent védique udatta.

## Représentations informatiques
Le R macron accent aigu rond souscrit peut être représenté avec les caractères Unicode suivants : 
| formes    | représentations | chaînes de caractères | points de code              | descriptions                                                                                   |
| --------- | --------------- | --------------------- | --------------------------- | ---------------------------------------------------------------------------------------------- |
| majuscule | R̥̄́               | R◌̥◌̄◌́                  | U+0052 U+0325 U+0304 U+0301 | lettre majuscule latine r diacritique rond souscrit diacritique macron diacritique accent aigu |
| minuscule | r̥̄́               | r◌̥◌̄◌́                  | U+0072 U+0325 U+0304 U+0301 | lettre minuscule latine r diacritique rond souscrit diacritique macron diacritique accent aigu |

## Sources
- (en) ISO 15919:2001 Information and documentation — Transliteration of Devanagari and related Indic scripts into Latin characters (lire en ligne)